# 広島県道63号三次三和線
広島県道63号三次三和線（ひろしまけんどう63ごう みよしみわせん）は、広島県三次市を通る県道（主要地方道）である。

## 概要
広島県三次市秋町と三次市三和町羽出庭を結ぶ。

### 路線データ
- 起点：三次市秋町（三和分かれ交差点、国道54号交点）
- 終点：三次市三和町羽出庭（広島県道52号世羅甲田線交点）
- 総延長：11.130 km[1]
- 実延長：総延長に同じ（被重用区間なし）

## 歴史
- 1960年10月10日 - 広島県告示第682号により広島県道162号上板木志和地停車場線として認定される。
- 1972年11月1日 - 広島県の県道番号再編により広島県道439号上板木志和地停車場線に改称する。
- 1982年4月1日 - 建設省（当時）告示第935号により主要地方道に指定される。
- 1982年8月12日 - 広島県告示第848号により広島県道439号上板木志和地停車場線からの変更という形で広島県道63号三次三和線が認定される。
- 1993年（平成5年）5月11日 - 建設省から、県道三次三和線が三次三和線として主要地方道に再指定される[2]。
- 2004年4月1日 - 三次市と双三郡の全町村、甲奴郡甲奴町が対等合併して改めて三次市が発足したことに伴い全区間が三次市域のみを通る路線になり、併せて終点の地名表記が変更される（双三郡三和町羽出庭→三次市三和町羽出庭）。

## 路線状況
国道54号および本路線経由は松江市・大田市方面と東広島市・呉市方面を往来する場合、国道375号・国道183号経由よりも距離が短く、短絡路として、三次市街地を迂回する道として使える。かつては狭隘箇所を多く残していた国道375号・三和 - 三次間の迂回路を担っていた時期もあった。

### 主な橋梁
- 川地大橋（三次市上志和地町、江の川）

## 地理

### 通過する自治体
- 三次市

### 交差する道路
- 国道54号（国道183号 重複）（三次市秋町・三和分かれ交差点、起点）
- 広島県道37号広島三次線（三次市上志和地町・川地大橋南詰交差点）
- 広島県道440号羽出庭三良坂線（三次市三和町下板木・新下板木交差点）
- 広島県道52号世羅甲田線（三次市三和町羽出庭、終点）

### 自然景観
- 江の川